# 愛知県立加茂丘高等学校
愛知県立加茂丘高等学校（あいちけんりつかもがおかこうとうがっこう）は、愛知県豊田市藤岡飯野町（旧・西加茂郡藤岡町）に所在する公立の高等学校である。

## 設置学科
- 普通科
  - 自然科学コース

## 沿革

### 開校準備
1971年（昭和46年）2月、分校統合による独立した県立高校の建設のため、愛知県知事・藤岡村長・小原村長の間で覚書が交換された。同年4月に愛知県加茂地区県立学校開設準備が開始され、同年8月に建設工事起工（報告）式を挙行。同年9月に学校名（仮称）学科等が公示され、愛知県立加茂丘高等学校（仮称）普通科が設置された。同年12月には1972年（昭和47年）度愛知県立高等学校入学募集要項に、愛知県立加茂丘高等学校（仮称）が普通科3学級（135名）として生徒募集を実施する旨が公告された。1972年（昭和47年）3月に女子制服や校章などが決定し、同年3月に1972年（昭和47年）度入学者選抜が実施された。

### 開校後
- 1972年（昭和47年）4月 - 開校[1]。愛知県立猿投農林高等学校藤岡分校・小原分校、および、愛知県立足助高等学校旭分校を統合。
- 1972年（昭和47年）10月 - 開校記念式挙行。
- 1973年（昭和48年）3月 - 校旗制定。
- 1975年（昭和50年）3月 - 校歌制定。
- 2000年（平成12年）4月 - 制服変更。

## 校訓

### 基本校訓
- 「さとく ゆたかに たくましく」
  - 教育基本法に則り、国家社会の有為な形成者にふさわしい国民を育成する。このため、次の目標を掲げて、その青年像の実現を目指す。

### 教育目標
- 広い教養と良識のある青年
- 豊かな情操と思いやりのある青年
- 困難に耐える意志と体力及び実践力のある青年

### 努力目標
- 基礎学力の充実と将来の進路に適応できる能力の向上（知）
- 基本的生活習慣（躾）の確立と心豊かな人間の育成及び道徳的実践力（徳）の向上
- たくましい身体（体）の育成と忍耐力の向上

## 校章
校章の台座は、スハマソウ（別名：ユキワリソウ）の葉をかたどっており、台座の葉の3つの鱗片は、教育目標の3つの柱である知・徳・体を示している。この植物は、本校の立地地域にも自生し、厳寒の季節に積雪を割って開花する習性を有する。その耐寒性と容姿の愛らしさに「雄々しさ、たくましさの中に清潔な心と姿」という意味合いを重ねた。なお、校章の中心に配した「高」の文字を形象化した部分は、高等学校という場における、人と人の交わりと連帯性を象徴する意味を有する。

## 部活動

### 運動部
- 軟式テニス
- 野球
- バスケットボール
- 卓球
- バレーボール
- 弓道
- ハンドボール
- サッカー
- 登山

### 文化部
- 茶道
- 英会話
- ボランティア
- JRC
- 文芸
- 華道
- 吹奏楽
- パソコン
- ゲーム

## 交通機関
- とよたおいでんバス・ふじバス「加茂丘高校前」停留所で下車して徒歩で約300 m。所要時間は名鉄三河線・豊田線 豊田市駅から約50分、梅坪駅から約40分。

## 著名な卒業生
- 美奈子（タレント） - 中退